# Subterenochiton
Subterenochiton is een monotypisch geslacht van keverslakken uit de familie van de Ischnochitonidae.

## Soort
- Subterenochiton gabrieli (Hull, 1912)